# Getatchew Mekurya
Gétatchèw Mèkurya (en amharique : ጌታቸው መኩሪያ), né le 14 mars 1935,, à Yifat dans la province du Shewa en Éthiopie et mort le 4 avril 2016 à Addis-Abeba, est un compositeur et saxophoniste de jazz éthiopien.

## Biographie
Gétatchèw Mèkurya s'initie jeune aux instruments traditionnels éthiopiens tels que le krar et le masenqo, avant d'opter pour le saxophone et la clarinette. Adolescent, il commence sa carrière en 1948 au sein de l'Orchestre municipal d'Addis-Abeba et intègre le fameux Police Orchestra en juillet 1964 au sein duquel il accompagne les chanteurs Alèmayèhu Eshèté, Hirout Béqélé et Ayaléw Mèsfin durant trente-six ans, puis enseigne la musique à la suite de Nersès Nalbandian, jusqu'en 2000,.
Il a compté parmi les premiers musiciens à jouer une version instrumentale du chant guerrier éthiopien Shellèla,. C'est avec la sortie de l'album Negus of the Ethiopian Sax — réédité en 2002 grâce à Francis Falceto dans la collection « Éthiopiques » du label Buda Musique — que Mekuria s'est fait connaître sur le plan international comme l'un des musiciens les plus importants de l'éthio-jazz,.
Il a fait une longue carrière au sein de plusieurs des grands orchestres de la capitale Addis-Abeba – où il a vécu toute sa vie – et s'est produit régulièrement au Sunset Bar du Sheraton. De 1974 à 1994, il a été professeur de musique de l'orchestre de la police d'Addis Abeba.
Diabétique depuis de nombreuses années, la santé de Gétatchèw Mèkurya se détériore avec des complications vasculaires aux jambes conduisant à d'importantes infections, des suites desquelles il meurt le 4 avril 2016 à Addis-Abeba.

## Collaboration avec The Ex

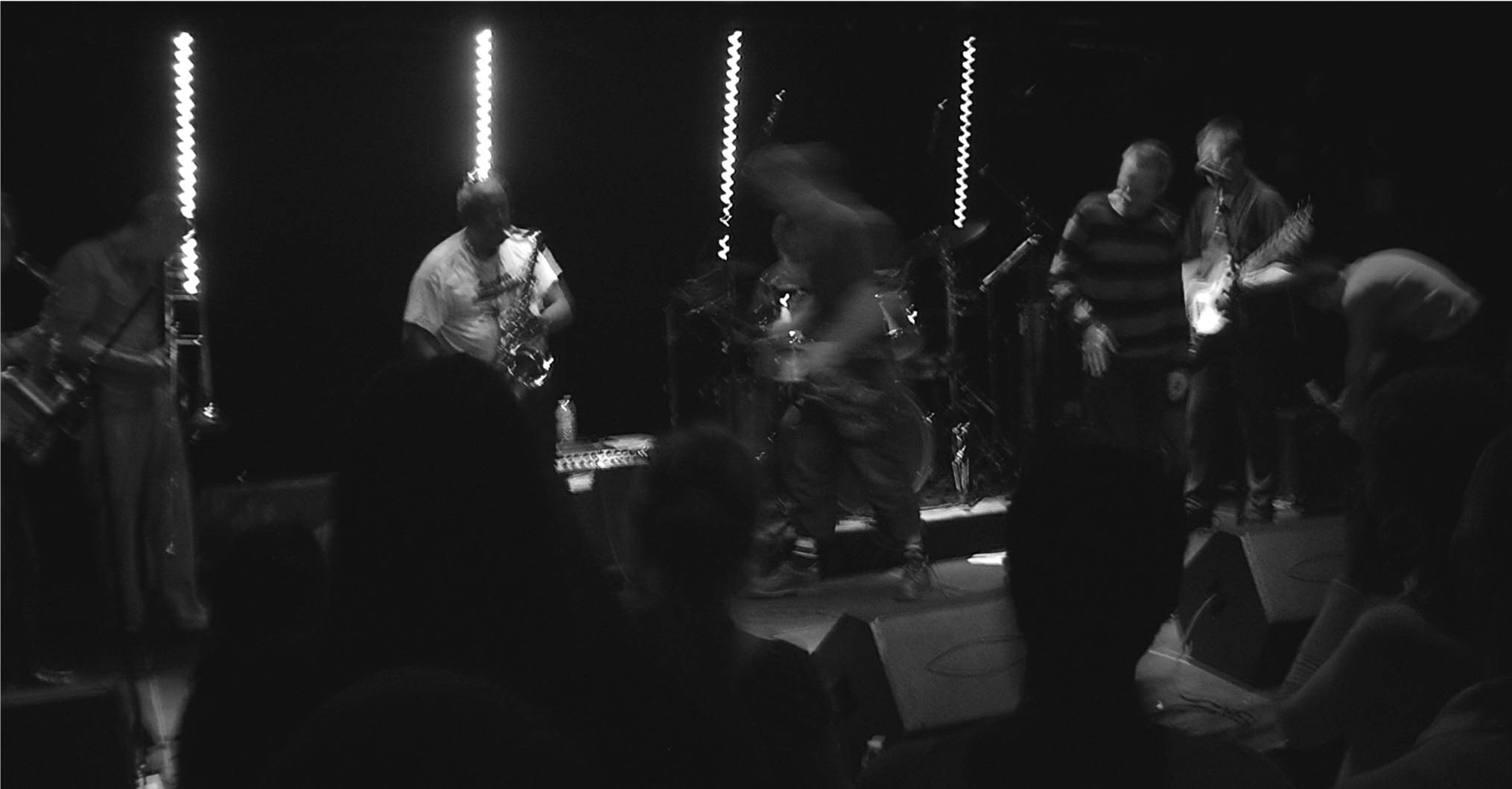
Getatchew Mekurya en concert avec The Ex.

Depuis 2004, Gétatchèw Mèkurya collabore régulièrement avec le groupe post-punk néerlandais The Ex, qui l'a invité à jouer lors de son concert anniversaire à Amsterdam. En retour, Getatchew Mekurya a demandé à The Ex de participer à son album Moa Anbessa de 2006. The Ex et Mekurya ont fait une tournée ensemble aux Pays-Bas, en Belgique et en France en 2006 et 2007.

## Discographie
- 2002 : Éthiopiques, volume 14 : Negus of Ethiopian Sax (enregistré en 1972)
- 2006 : Moa Anbessa (avec The Ex et d'autres invités)
- 2007 : The Ex + Getatchew Mekuria : 11 Ethio-Punk Songs, film de Stéphane Jourdain
- 2012 : Y'Anbessaw Tezeta (avec The Ex et d'autres invités)
- 2012 : The Rough Guide to the Music of Ethiopia